# ボールトンポール サイドストランド

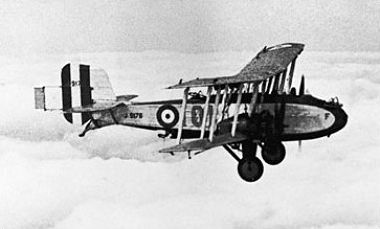
ボールトンポール サイドストランド

ボールトンポール サイドストランド（Boulton Paul Sidestrand）はイギリス空軍で運用されていた複葉の双発中型爆撃機。製造はボールトンポール社で、1926年に初飛行した。
同時期に開発された他機と比較して速度が早く運動性に優れた機体であった。コックピットは開放式で、エンジンは下翼部に装備されている。1928年より部隊配備が開始されたが、第一次世界大戦後の軍縮期だったため生産数は少なく、総生産機数は20機。そのため、配備されたのは第101航空隊にのみであった。
1936年に、後継機で同社製のオーヴァーストランド爆撃機と交替し退役した。4機がオーヴァーストランドに改装されている。

## 各型
- Mk I：試作型、2機生産。ネイピア・ライオン・エンジン搭載。
- Mk II：前期型、6機生産。ブリストル・ジュピターVIエンジン搭載。Mk IもMk II仕様に改装されている。
- Mk III：後期型、12機生産。ブリストル・ジュピターVIIFエンジン搭載。

## スペック
- 全長：14.02 m
- 全幅：21.92 m
- 全高：4.52 m
- 全備重量：4,627 kg

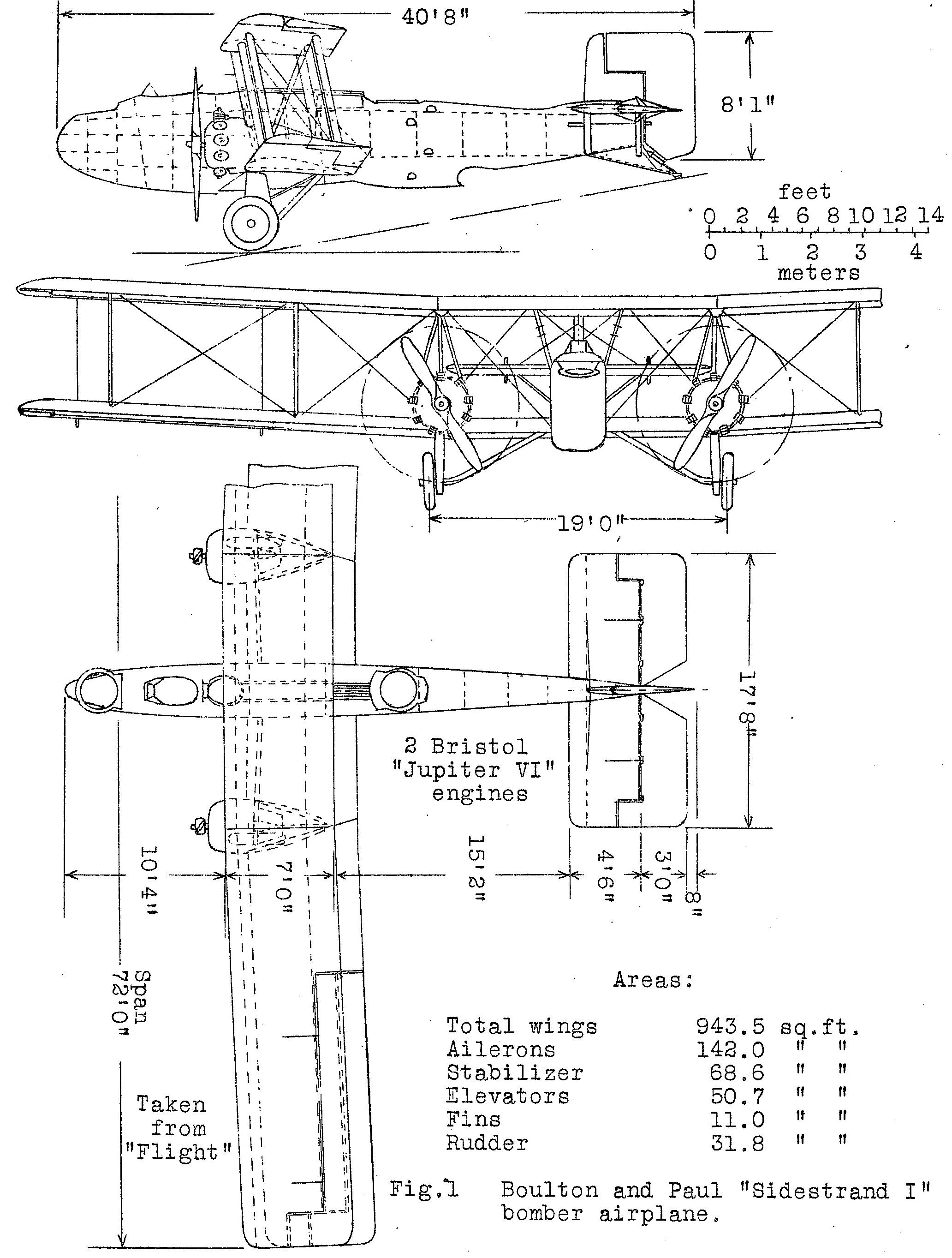
ボールトンポール サイドストランド

- エンジン：ブリストル ジュピター 6 空冷星型9気筒 460hp×2
- 最大速度：225 km/h
- 実用上限高度：7,300 m
- 航続距離：805 km
- 武装
  - 爆弾 476 kg
  - 7.7mm機関銃×3
- 乗員 3~4名